# Bob-Weltcup 2004/05
Der Bob-Weltcup 2004/05 begann am 22. November 2004 in Winterberg und endete am 14. Februar 2005 in Lake Placid. Der Höhepunkt der Saison war die 56. Bob-Weltmeisterschaft vom 16. bis 27. Februar 2005 im kanadischen Calgary.
Die Weltcupsaison wurde an sieben Weltcupstationen ausgetragen.

## Weltcupkalender
| #  | Datum                           | Land               | Ort               | Wettkampfstätte                         | 2er F | 2er M | 4er |
| -- | ------------------------------- | ------------------ | ----------------- | --------------------------------------- | ----- | ----- | --- |
| 1  | 22.–28. November 2004           | Deutschland        | Winterberg        | Veltins-Eisarena                        | ●     | ●     | ●   |
| 2  | 27. November – 3. Dezember 2004 | Deutschland        | Altenberg 1       | Rennschlitten- und Bobbahn Altenberg    | ●     | ●     | ●   |
| 3  | 8.–12. Dezember 2004            | Österreich         | Innsbruck-Igls    | Olympia Eiskanal Innsbruck-Igls         | ●     | ●     | ●   |
| 4  | 11.–19. Dezember 2004           | Italien            | Cortina d’Ampezzo | Pista olimpica Eugenio Monti            | ●     | ●     | ●   |
| 5  | 17.–23. Januar 2005             | Italien            | Cesana            | Cesana Pariol                           | ●     | ●     | ●   |
| 6  | 23.–30. Januar 2005             | Schweiz            | St. Moritz        | Olympia Bob Run St. Moritz–Celerina     | ●     | ●     | ●   |
| 7  | 7.–14. Februar 2005             | Vereinigte Staaten | Lake Placid       | Olympia-Bobbahn Mount Van Hoevenberg    | ●     | ●     | ●   |
| WM | 16.–27. Februar 2005            | Kanada             | Calgary           | Calgary’s WinSport Bobsleigh/Luge Track | ●     | ●     | ●   |

## Einzelergebnisse der Weltcupsaison 2004/05
| 1. Weltcup in Winterberg, 22. November 2004 – 28. November 2004 | 1. Weltcup in Winterberg, 22. November 2004 – 28. November 2004             | 1. Weltcup in Winterberg, 22. November 2004 – 28. November 2004                | 1. Weltcup in Winterberg, 22. November 2004 – 28. November 2004 |
| --------------------------------------------------------------- | --------------------------------------------------------------------------- | ------------------------------------------------------------------------------ | --------------------------------------------------------------- |
| Disziplin                                                       | Erster Platz                                                                | Zweiter Platz                                                                  | Dritter Platz                                                   |
| Zweierbob Damen                                                 | Sandra Prokoff Anja Schneiderheinze                                         | Susi Erdmann Anne Dietrich                                                     | Cathleen Martini Janine Tischer                                 |
| Zweierbob Herren                                                | André Lange Kevin Kuske                                                     | Martin Annen Cédric Grand                                                      | Alexander Subkow Dmitri Stjopuschkin                            |
| Viererbob Herren                                                | Vereinigte StaatenTodd Hays Pavle Jovanovic Bill Schuffenhauer Steve Mesler | RusslandAlexander Subkow Alexei Seliwerstow Sergei Golubew Dmitri Stjopuschkin | SchweizMartin Annen Andi Gees Beat Hefti Cédric Grand           |

| 2. Weltcup und Europameisterschaften in Altenberg, 27. November 2004 – 3. Dezember 2004 | 2. Weltcup und Europameisterschaften in Altenberg, 27. November 2004 – 3. Dezember 2004 | 2. Weltcup und Europameisterschaften in Altenberg, 27. November 2004 – 3. Dezember 2004 | 2. Weltcup und Europameisterschaften in Altenberg, 27. November 2004 – 3. Dezember 2004 |
| --------------------------------------------------------------------------------------- | --------------------------------------------------------------------------------------- | --------------------------------------------------------------------------------------- | --------------------------------------------------------------------------------------- |
| Disziplin                                                                               | Erster Platz                                                                            | Zweiter Platz                                                                           | Dritter Platz                                                                           |
| Zweierbob Damen                                                                         | Cathleen Martini Janine Tischer                                                         | Sandra Prokoff Anja Schneiderheinze                                                     | Shauna Rohbock Erin Pac                                                                 |
| Zweierbob Herren                                                                        | Pierre Lueders Giulio Zardo                                                             | André Lange Martin Putze                                                                | René Spies Franz Sagmeister                                                             |
| Viererbob Herren                                                                        | Vereinigte StaatenTodd Hays Pavle Jovanovic Bill Schuffenhauer Steve Mesler             | RusslandAlexander Subkow Alexei Seliwerstow Sergei Golubew Dmitri Stjopuschkin          | DeutschlandAndré Lange René Hoppe Thomas Pöge Martin Putze                              |

| 3. Weltcup in Igls, 8. Dezember 2004 – 12. Dezember 2004 | 3. Weltcup in Igls, 8. Dezember 2004 – 12. Dezember 2004                       | 3. Weltcup in Igls, 8. Dezember 2004 – 12. Dezember 2004                    | 3. Weltcup in Igls, 8. Dezember 2004 – 12. Dezember 2004   |
| -------------------------------------------------------- | ------------------------------------------------------------------------------ | --------------------------------------------------------------------------- | ---------------------------------------------------------- |
| Disziplin                                                | Erster Platz                                                                   | Zweiter Platz                                                               | Dritter Platz                                              |
| Zweierbob Damen 1                                        | Sandra Prokoff Berit Wiacker                                                   | Cathleen Martini Janine Tischer                                             | Shauna Rohbock Valerie Fleming                             |
| Zweierbob Herren 1                                       | Martin Annen Beat Hefti                                                        | Pierre Lueders Lascelles Brown                                              | Alexander Subkow Dmitri Stjopuschkin                       |
| Viererbob Herren 1                                       | RusslandAlexander Subkow Sergei Golubew Alexei Seliwerstow Dmitri Stjopuschkin | Vereinigte StaatenTodd Hays Pavle Jovanovic Bill Schuffenhauer Steve Mesler | DeutschlandAndré Lange René Hoppe Thomas Pöge Martin Putze |

| 4. Weltcup in Cortina d’Ampezzo, 11. Dezember 2004 – 19. Dezember 2004 | 4. Weltcup in Cortina d’Ampezzo, 11. Dezember 2004 – 19. Dezember 2004 | 4. Weltcup in Cortina d’Ampezzo, 11. Dezember 2004 – 19. Dezember 2004         | 4. Weltcup in Cortina d’Ampezzo, 11. Dezember 2004 – 19. Dezember 2004 |
| ---------------------------------------------------------------------- | ---------------------------------------------------------------------- | ------------------------------------------------------------------------------ | ---------------------------------------------------------------------- |
| Disziplin                                                              | Erster Platz                                                           | Zweiter Platz                                                                  | Dritter Platz                                                          |
| Zweierbob Damen                                                        | Sandra Prokoff Berit Wiacker                                           | Susi Erdmann Anja Schneiderheinze                                              | Jean Racine Vonetta Flowers                                            |
| Zweierbob Herren                                                       | Pierre Lueders Lascelles Brown                                         | Martin Annen Cédric Grand                                                      | André Lange Markus Zimmermann                                          |
| Viererbob Herren                                                       | SchweizMartin Annen Andi Gees Beat Hefti Cédric Grand                  | RusslandAlexander Subkow Sergei Golubew Alexei Seliwerstow Dmitri Stjopuschkin | KanadaPierre Lueders Ken Kotyk Morgan Alexander Lascelles Brown        |

| 5. Weltcup in Cesana, 17. Januar 2005 – 23. Januar 2005 | 5. Weltcup in Cesana, 17. Januar 2005 – 23. Januar 2005 | 5. Weltcup in Cesana, 17. Januar 2005 – 23. Januar 2005         | 5. Weltcup in Cesana, 17. Januar 2005 – 23. Januar 2005                |
| ------------------------------------------------------- | ------------------------------------------------------- | --------------------------------------------------------------- | ---------------------------------------------------------------------- |
| Disziplin                                               | Erster Platz                                            | Zweiter Platz                                                   | Dritter Platz                                                          |
| Zweierbob Damen                                         | Sandra Kiriasis 2 Berit Wiacker                         | Shauna Rohbock Valerie Fleming                                  | Susi Erdmann Anne Dietrich                                             |
| Zweierbob Herren                                        | Martin Annen Beat Hefti                                 | Pierre Lueders Lascelles Brown                                  | René Spies Franz Sagmeister                                            |
| Viererbob Herren                                        | SchweizMartin Annen Andi Gees Beat Hefti Cédric Grand   | KanadaPierre Lueders Ken Kotyk Morgan Alexander Lascelles Brown | DeutschlandRené Spies Franz Sagmeister Ronny Listner Alexander Metzger |

| 6. Weltcup in St. Moritz, 23. Januar 2005 – 30. Januar 2005 | 6. Weltcup in St. Moritz, 23. Januar 2005 – 30. Januar 2005     | 6. Weltcup in St. Moritz, 23. Januar 2005 – 30. Januar 2005                    | 6. Weltcup in St. Moritz, 23. Januar 2005 – 30. Januar 2005               |
| ----------------------------------------------------------- | --------------------------------------------------------------- | ------------------------------------------------------------------------------ | ------------------------------------------------------------------------- |
| Disziplin                                                   | Erster Platz                                                    | Zweiter Platz                                                                  | Dritter Platz                                                             |
| Zweierbob Damen                                             | Jean Racine Vonetta Flowers                                     | Sabina Hafner Katharina Sutter                                                 | Susi Erdmann Anne Dietrich                                                |
| Zweierbob Herren                                            | Martin Annen Beat Hefti                                         | Pierre Lueders Lascelles Brown                                                 | Alexander Subkow Dmitri Stjopuschkin                                      |
| Viererbob Herren                                            | KanadaPierre Lueders Ken Kotyk Morgan Alexander Lascelles Brown | RusslandAlexander Subkow Sergei Golubew Alexei Seliwerstow Dmitri Stjopuschkin | DeutschlandHartl Sanktjohanser Kai Kaufmann Thomas Prange Christian Reppe |

| 7. Weltcup in Lake Placid, 7. Februar 2005 – 14. Februar 2005 | 7. Weltcup in Lake Placid, 7. Februar 2005 – 14. Februar 2005                  | 7. Weltcup in Lake Placid, 7. Februar 2005 – 14. Februar 2005      | 7. Weltcup in Lake Placid, 7. Februar 2005 – 14. Februar 2005 |
| ------------------------------------------------------------- | ------------------------------------------------------------------------------ | ------------------------------------------------------------------ | ------------------------------------------------------------- |
| Disziplin                                                     | Erster Platz                                                                   | Zweiter Platz                                                      | Dritter Platz                                                 |
| Zweierbob Damen                                               | Sandra Kiriasis Anja Schneiderheinze                                           | Susi Erdmann Berit Wiacker                                         | Jean Racine Vonetta Flowers                                   |
| Zweierbob Herren                                              | Pierre Lueders Lascelles Brown                                                 | Alexander Subkow Dmitri Stjopuschkin                               | Martin Annen Cédric Grand                                     |
| Viererbob Herren                                              | RusslandAlexander Subkow Sergei Golubew Alexei Seliwerstow Dmitri Stjopuschkin | DeutschlandAndré Lange Thomas Pöge Ronny Listner Alexander Metzger | SchweizMartin Annen Andi Gees Thomas Lamparter Cédric Grand   |

| Weltmeisterschaften in Calgary, 16. Februar 2005 – 27. Februar 2005 | Weltmeisterschaften in Calgary, 16. Februar 2005 – 27. Februar 2005 | Weltmeisterschaften in Calgary, 16. Februar 2005 – 27. Februar 2005            | Weltmeisterschaften in Calgary, 16. Februar 2005 – 27. Februar 2005 |
| ------------------------------------------------------------------- | ------------------------------------------------------------------- | ------------------------------------------------------------------------------ | ------------------------------------------------------------------- |
| Disziplin                                                           | Erster Platz                                                        | Zweiter Platz                                                                  | Dritter Platz                                                       |
| Zweierbob Damen                                                     | Sandra Kiriasis Anja Schneiderheinze                                | Nicola Minichiello Jakie Davies                                                | Shauna Rohbock Valerie Fleming                                      |
| Zweierbob Herren                                                    | Pierre Lueders Lascelles Brown                                      | André Lange Kevin Kuske                                                        | Martin Annen Beat Hefti                                             |
| Viererbob Herren                                                    | DeutschlandAndré Lange René Hoppe Kevin Kuske Martin Putze          | RusslandAlexander Subkow Sergei Golubew Alexei Seliwerstow Dmitri Stjopuschkin | KanadaPierre Lueders Ken Kotyk Morgan Alexander Lascelles Brown     |

## Gesamtstand und erreichte Platzierungen im Zweierbob der Frauen
| Rang | Bobpilotin            | Land                   | WIN | ALT | IGL | COR | CES | STM | LAP | Punkte | CAL |
| ---- | --------------------- | ---------------------- | --- | --- | --- | --- | --- | --- | --- | ------ | --- |
| 1.   | Sandra Kiriasis       | Deutschland            | 1   | 2   | 1   | 1   | 1   | 7   | 1   | 645    | 1   |
| 2.   | Cathleen Martini      | Deutschland            | 3   | 1   | 2   | 5   | 5   | 6   | 4   | 530    | 10  |
| 3.   | Susi Erdmann          | Deutschland            | 2   | dns | 7   | 2   | 3   | 3   | 2   | 485    | 8   |
| 4.   | Jean Racine           | Vereinigte Staaten     | 10  | 4   | 4   | 3   | 10  | 1   | 3   | 484    | 5   |
| 5.   | Shauna Rohbock        | Vereinigte Staaten     | 6   | 3   | 3   | 7   | 2   | dnf | 6   | 425    | 3   |
| 6.   | Eline Jurg            | Niederlande            | 7   | 6   | 11  | 10  | 4   | 5   | –   | 331    | 9   |
| 7.   | Gerda Weißensteiner   | Italien                | 5   | 7   | 9   | 9   | 6   | 8   | –   | 320    | 6   |
| 8.   | Nicola Minichiello    | Vereinigtes Königreich | 4   | 13  | 5   | 4   | 15  | 9   | –   | 310    | 2   |
| 9.   | Lesa Mayers-Stringer  | Kanada                 | 8   | 10  | 8   | 8   | 16  | 13  | 9   | 294    | 11  |
| 10.  | Ilse Broeders         | Niederlande            | 9   | 5   | 6   | 11  | 12  | 12  | –   | 281    | 14  |
| 11.  | Helen Upperton        | Kanada                 | 11  | 11  | 15  | 12  | 9   | 18  | 8   | 256    | 12  |
| 12.  | Wiktorija Tokowaja    | Russland               | 16  | 12  | 13  | 14  | 11  | 10  | 10  | 246    | 16  |
| 13.  | Sabina Hafner         | Schweiz                | –   | –   | 10  | 6   | 8   | 2   | –   | 242    | 4   |
| 14.  | Françoise Burdet      | Schweiz                | 14  | 8   | 12  | –   | 14  | 4   | –   | 216    | 15  |
| 15.  | Olga Nekrasova        | Russland               | 15  | 9   | 14  | 15  | 19  | 14  | –   | 177    | –   |
| 16.  | Jill Bakken           | Vereinigte Staaten     | –   | –   | –   | –   | 7   | 17  | 5   | 142    | 6   |
| 17.  | Jessica Gillarduzzi   | Italien                | 12  | 16  | 16  | 13  | 17  | –   | –   | 139    | 18  |
| 18.  | Maria Spirescu        | Rumänien               | 13  | 14  | 17  | –   | 13  | –   | –   | 118    | 19  |
| 19.  | Aoife Hoey            | Irland                 | 19  | 18  | 22  | –   | –   | –   | 12  | 86     | 22  |
| 20.  | Manami Hino           | Japan                  | 21  | 15  | 24  | dns | 24  | 15  | –   | 84     | –   |
| 21.  | Francesca Iossi       | Italien                | 17  | –   | 18  | –   | 20  | 19  | –   | 76     | –   |
| 22.  | Maya Bamert           | Schweiz                | –   | –   | 20  | –   | 18  | 11  | –   | 75     | 13  |
| 23.  | Astrid Loch-Wilkinson | Australien             | –   | –   | 19  | –   | 21  | 16  | –   | 56     | 23  |
| 24.  | Suzanne Gavine-Hlady  | Kanada                 | –   | –   | –   | –   | –   | –   | 7   | 55     | 17  |
| 25.  | Naila Hassan          | Neuseeland             | –   | –   | –   | –   | 23  | –   | 11  | 49     | 21  |
| 26.  | Karin Olsson          | Schweden               | 18  | 17  | –   | –   | –   | –   | –   | 42     | –   |
| 27.  | Fabiana Santos        | Brasilien              | –   | –   | –   | –   | –   | –   | 13  | 33     | –   |
| 28.  | Andrea Parker         | Kanada                 | 20  | –   | 21  | –   | –   | –   | –   | 30     | –   |
| 29.  | Nellija Slegelmilha   | Lettland               | –   | –   | 25  | –   | 22  | –   | –   | 18     | –   |
| 30.  | Martina Makoš         | Kroatien               | –   | –   | 26  | –   | 25  | –   | –   | 11     | –   |
| 31.  | Silke Zeuner          | Österreich             | –   | –   | 23  | –   | –   | –   | –   | 10     | –   |
| 32.  | Michelle Coy          | Vereinigtes Königreich | –   | –   | –   | –   | 26  | –   | –   | 5      | 20  |

## Gesamtstand und erreichte Platzierungen im Zweierbob der Männer
| Rang | Bobpilot              | Land                   | WIN | ALT | IGL | COR | CES | STM | LAP | Punkte | CAL |
| ---- | --------------------- | ---------------------- | --- | --- | --- | --- | --- | --- | --- | ------ | --- |
| 1.   | Martin Annen          | Schweiz                | 2   | 4   | 1   | 2   | 1   | 1   | 3   | 630    | 3   |
| 2.   | Pierre Lueders        | Kanada                 | 8   | 1   | 2   | 1   | 2   | 2   | 1   | 620    | 1   |
| 3.   | Alexander Subkow      | Russland               | 3   | 6   | 3   | 5   | 4   | 3   | 2   | 525    | 6   |
| 4.   | André Lange           | Deutschland            | 1   | 2   | 4   | 3   | dns | –   | 6   | 400    | 2   |
| 5.   | Wolfgang Stampfer     | Österreich             | 4   | 10  | 8   | 6   | 8   | 6   | 10  | 374    | 13  |
| 6.   | René Spies            | Deutschland            | 10  | 3   | 6   | 7   | 3   | dns | –   | 317    | 5   |
| 7.   | Ivo Rüegg             | Schweiz                | 22  | 11  | 9   | 15  | 9   | 4   | 5   | 303    | 4   |
| 8.   | Fabrizio Tosini       | Italien                | 7   | 24  | 14  | 8   | 6   | 12  | 7   | 294    | 12  |
| 9.   | Todd Hays             | Vereinigte Staaten     | 11  | 8   | 5   | 9   | 5   | –   | –   | 264    | –   |
| 10.  | Matthias Höpfner      | Deutschland            | 16  | 5   | –   | 12  | 13  | 8   | 13  | 241    | –   |
| 11.  | Patrice Servelle      | Monaco                 | 12  | 12  | 10  | 14  | 11  | 22  | 11  | 234    | 21  |
| 12.  | Jewgeni Popow         | Russland               | 21  | 6   | 21  | 11  | 12  | 13  | 12  | 232    | 15  |
| 13.  | Jānis Miņins          | Lettland               | 13  | 18  | 7   | 10  | 18  | 14  | 21  | 214    | 19  |
| 14.  | Jayson Krause         | Kanada                 | 6   | 15  | 31  | 25  | 15  | 10  | 8   | 212    | 11  |
| 15.  | Simone Bertazzo       | Italien                | 9   | 13  | 12  | 4   | dns | –   | 15  | 211    | 10  |
| 16.  | Gatis Guts            | Lettland               | 23  | 14  | 11  | 20  | 14  | 7   | 16  | 204    | 20  |
| 17.  | Arend Glas            | Niederlande            | 5   | 9   | 19  | 24  | 19  | 17  | 22  | 188    | 16  |
| 18.  | Steven Holcomb        | Vereinigte Staaten     | 19  | 25  | 18  | 18  | 10  | 16  | 9   | 175    | 18  |
| 19.  | Bruno Mingeon         | Frankreich             | 23  | 16  | 23  | 16  | 21  | 8   | 17  | 154    | 24  |
| 20.  | Mike Kohn             | Vereinigte Staaten     | 18  | 32  | 15  | 23  | 22  | 25  | 4   | 145    | 9   |
| 21.  | Daniel Schmid         | Schweiz                | 14  | 21  | –   | –   | 7   | 21  | 19  | 131    | 8   |
| 22.  | Ivo Danilevič         | Tschechien             | 17  | 17  | 17  | dns | 20  | 11  | –   | 121    | 17  |
| 23.  | Lee Johnston          | Vereinigtes Königreich | 15  | 23  | 24  | 13  | 25  | 18  | –   | 104    | 7   |
| 24.  | Dawid Kupczyk         | Polen                  | 28  | 19  | 20  | 26  | 16  | 19  | 23  | 94     | 25  |
| 25.  | Jürgen Loacker        | Österreich             | 27  | 26  | 25  | 19  | 22  | 26  | 14  | 80     | 14  |
| 26.  | Leonard Sanktjohanser | Deutschland            | –   | –   | –   | –   | –   | 5   | –   | 65     | –   |
| 27.  | Serge Despres         | Kanada                 | –   | –   | –   | –   | 17  | 15  | 20  | 65     | –   |
| 28.  | Pavel Puškár          | Tschechien             | 20  | 22  | 21  | 27  | –   | 20  | –   | 62     | 26  |
| 29.  | Ralph Rüegg           | Schweiz                | –   | –   | 15  | 17  | –   | –   | –   | 49     | –   |
| 30.  | Edwin van Calker      | Niederlande            | 26  | 20  | –   | –   | 24  | 24  | 24  | 45     | 23  |
| 31.  | Karl Angerer          | Deutschland            | –   | –   | 12  | –   | –   | –   | –   | 36     | –   |
| 32.  | Nicolae Istrate       | Rumänien               | 29  | 27  | 33  | 22  | 30  | –   | 25  | 25     | 27  |
| 33.  | Mihai Iliescu         | Rumänien               | 33  | 31  | 28  | 21  | 33  | –   | 26  | 22     | 29  |
| 34.  | Joe McDonald          | Vereinigte Staaten     | –   | –   | –   | –   | –   | –   | 18  | 20     | –   |
| 35.  | Milos Vesely          | Tschechien             | –   | dsq | 26  | 31  | 26  | 23  | –   | 20     | –   |
| 36.  | Hiroshi Suzuki        | Japan                  | 30  | 29  | 30  | 29  | 29  | 27  | –   | 12     | –   |
| 37.  | Suguru Kiyokawa       | Japan                  | 33  | 28  | 27  | 33  | 36  | 29  | –   | 9      | –   |
| 38.  | Robyn Calleja         | Australien             | 31  | –   | 32  | 30  | 27  | 28  | –   | 8      | 31  |
| 39.  | Stefan Wassilew       | Bulgarien              | 25  | –   | –   | –   | 31  | –   | –   | 6      | –   |
| 40.  | Marco Vignola         | Monaco                 | 35  | 33  | 35  | 28  | 28  | –   | –   | 6      | 32  |
| 41.  | Winston Watts         | Jamaika                | –   | –   | –   | –   | 38  | –   | 27  | 4      | 30  |
| 42.  | Rory Hennigan         | Irland                 | –   | –   | –   | –   | –   | –   | 28  | 3      | 35  |
| 43.  | Vuk Rađenović         | Serbien und Montenegro | 36  | dnf | 29  | –   | 34  | –   | –   | 2      | –   |
| 44.  | Milan Jagnešák        | Slowakei               | 32  | 30  | 34  | 32  | dsq | –   | –   | 1      | –   |
| 45.  | Ivan Šola             | Kroatien               | 38  | –   | –   | –   | 39  | 30  | –   | 1      | 37  |

## Gesamtstand und erreichte Platzierungen im Viererbob der Männer
| Rang | Bobpilot              | Land                   | WIN | ALT | IGL | COR | CES | STM | LAP | Punkte | CAL |
| ---- | --------------------- | ---------------------- | --- | --- | --- | --- | --- | --- | --- | ------ | --- |
| 1.   | Alexander Subkow      | Russland               | 2   | 2   | 1   | 2   | 5   | 2   | 1   | 625    | 2   |
| 2.   | Martin Annen          | Schweiz                | 3   | 8   | 7   | 1   | 1   | 4   | 3   | 535    | 4   |
| 3.   | Pierre Lueders        | Kanada                 | 4   | 6   | 6   | 3   | 2   | 1   | 5   | 525    | 3   |
| 4.   | Matthias Höpfner      | Deutschland            | 7   | 4   | 4   | 8   | 4   | 5   | 7   | 435    | 7   |
| 5.   | André Lange           | Deutschland            | 4   | 3   | 3   | 5   | –   | –   | 2   | 385    | 1   |
| 6.   | Todd Hays             | Vereinigte Staaten     | 1   | 1   | 2   | 4   | dns | –   | –   | 360    | 5   |
| 7.   | Steven Holcomb        | Vereinigte Staaten     | 9   | 17  | 4   | 15  | 7   | 8   | 4   | 339    | 8   |
| 8.   | Jānis Miņins          | Lettland               | 6   | 10  | 8   | 6   | 10  | 10  | 17  | 318    | 9   |
| 9.   | Bruno Mingeon         | Frankreich             | 10  | 9   | 9   | 7   | 16  | 14  | 6   | 301    | 12  |
| 10.  | Wolfgang Stampfer     | Österreich             | 10  | 5   | 10  | 14  | 12  | 13  | 12  | 284    | 14  |
| 11.  | Jewgeni Popow         | Russland               | 18  | 11  | 14  | 11  | 8   | 11  | 10  | 259    | 10  |
| 12.  | Ivo Rüegg             | Schweiz                | 13  | 13  | 15  | 12  | 6   | –   | 8   | 239    | –   |
| 13.  | Arend Glas            | Niederlande            | 13  | 15  | 19  | 10  | 9   | 16  | 9   | 234    | 19  |
| 14.  | René Spies            | Deutschland            | 8   | 7   | 11  | –   | 3   | dns | –   | 224    | –   |
| 15.  | Fabrizio Tosini       | Italien                | 17  | 29  | 17  | 13  | 11  | 15  | 13  | 178    | 15  |
| 16.  | Ralph Rüegg           | Schweiz                | –   | –   | 13  | 9   | 13  | 6   | –   | 171    | 6   |
| 17.  | Gatis Guts            | Lettland               | 15  | 16  | 12  | –   | 17  | 20  | 14  | 155    | dns |
| 18.  | Simone Bertazzo       | Italien                | 16  | 12  | 16  | 16  | dns | –   | 10  | 150    | 17  |
| 19.  | Mike Kohn             | Vereinigte Staaten     | 12  | 19  | 22  | 19  | 15  | 22  | 16  | 147    | –   |
| 20.  | Ivo Danilevič         | Tschechien             | 21  | 14  | 18  | –   | 13  | 9   | –   | 142    | 11  |
| 21.  | Lee Johnston          | Vereinigtes Königreich | 24  | 18  | 21  | 17  | 23  | 11  | –   | 113    | 13  |
| 22.  | Leonard Sanktjohanser | Deutschland            | –   | –   | –   | –   | –   | 3   | –   | 80     | –   |
| 23.  | Dawid Kupczyk         | Polen                  | 27  | 23  | –   | –   | 18  | 18  | 19  | 72     | 20  |
| 24.  | Jürgen Loacker        | Österreich             | 29  | 21  | 20  | 23  | 20  | 23  | –   | 68     | –   |
| 25.  | Patrice Servelle      | Monaco                 | 23  | 26  | 24  | –   | 22  | 17  | dns | 57     | 22  |
| 26.  | Mihai Iliescu         | Rumänien               | 25  | dnf | 23  | 18  | –   | –   | 18  | 56     | 21  |
| 27.  | Martin Galliker       | Schweiz                | –   | –   | –   | –   | –   | 7   | –   | 55     | –   |
| 28.  | Hiroshi Suzuki        | Japan                  | 28  | 27  | 25  | 21  | 21  | 24  | –   | 49     | –   |
| 29.  | Jayson Krause         | Kanada                 | 19  | 20  | –   | –   | –   | 21  | –   | 48     | 16  |
| 30.  | Pavel Puškár          | Tschechien             | –   | 25  | 28  | 20  | –   | 19  | –   | 43     | –   |
| 31.  | Milan Jagnešák        | Slowakei               | 26  | 24  | 26  | 24  | 24  | –   | –   | 34     | –   |
| 32.  | Daniel Schmid         | Schweiz                | 20  | 22  | –   | –   | –   | –   | –   | 28     | –   |
| 33.  | John Napier           | Vereinigte Staaten     | –   | –   | –   | –   | –   | –   | 15  | 27     | –   |
| 34.  | Marco Vignola         | Monaco                 | 31  | dnf | 27  | 22  | 25  | –   | –   | 22     | 23  |
| 35.  | Neil Scarisbrick      | Vereinigtes Königreich | –   | –   | –   | –   | 19  | –   | –   | 18     | 17  |
| 36.  | Stefan Wassilew       | Bulgarien              | 22  | –   | –   | –   | –   | –   | –   | 12     | –   |
| 37.  | Ivan Šola             | Kroatien               | 32  | –   | 30  | –   | 26  | 25  | –   | 12     | 24  |
| 38.  | Nicolae Istrate       | Rumänien               | 33  | 28  | 29  | –   | –   | –   | –   | 5      | –   |
| 39.  | Johan Helsmo          | Schweden               | –   | –   | 31  | –   | 27  | –   | –   | 4      | –   |
| 40.  | Loris Ottaviani       | Italien                | 30  | –   | –   | –   | –   | –   | –   | 1      | –   |

## Gesamtstand und erreichte Platzierungen in der Kombination der Männer
Für die Wertung der Kombination werden die Punkte aus den Ergebnissen des Zweier- und Viererbobs addiert.
| Offizielle Gesamtwertung | Offizielle Gesamtwertung | Offizielle Gesamtwertung | Offizielle Gesamtwertung | Offizielle Gesamtwertung | Gesamtwertung bei Teilnahme in beiden Wettbewerben | Gesamtwertung bei Teilnahme in beiden Wettbewerben | Gesamtwertung bei Teilnahme in beiden Wettbewerben | Gesamtwertung bei Teilnahme in beiden Wettbewerben | Gesamtwertung bei Teilnahme in beiden Wettbewerben |
| Rang                     | Pilot                    | 2er                      | 4er                      | Gesamtpunkte             | Rang                                               | Pilot                                              | 2er                                                | 4er                                                | Gesamtpunkte                                       |
| ------------------------ | ------------------------ | ------------------------ | ------------------------ | ------------------------ | -------------------------------------------------- | -------------------------------------------------- | -------------------------------------------------- | -------------------------------------------------- | -------------------------------------------------- |
| 01                       | Martin Annen             | 630                      | 535                      | 1165                     | 01                                                 | Martin Annen                                       | 630                                                | 535                                                | 1165                                               |
| 02                       | Alexander Subkow         | 525                      | 625                      | 1150                     | 02                                                 | Alexander Subkow                                   | 525                                                | 625                                                | 1150                                               |
| 03                       | Pierre Lueders           | 620                      | 525                      | 1145                     | 03                                                 | Pierre Lueders                                     | 620                                                | 525                                                | 1145                                               |
| 04                       | Andre Lange              | 400                      | 385                      | 785                      | 04                                                 | Andre Lange                                        | 400                                                | 385                                                | 785                                                |
| 05                       | Matthias Höpfner         | 241                      | 435                      | 676                      | 05                                                 | Matthias Höpfner                                   | 241                                                | 435                                                | 676                                                |
| 06                       | Wolfgang Stampfer        | 374                      | 284                      | 658                      | 06                                                 | Wolfgang Stampfer                                  | 374                                                | 284                                                | 658                                                |
| 07                       | Todd Hays                | 264                      | 360                      | 624                      | 07                                                 | Todd Hays                                          | 264                                                | 360                                                | 624                                                |
| 08                       | Ivo Rüegg                | 303                      | 239                      | 542                      | 08                                                 | Ivo Rüegg                                          | 303                                                | 239                                                | 542                                                |
| 09                       | Rene Spies               | 317                      | 224                      | 541                      | 09                                                 | Rene Spies                                         | 317                                                | 224                                                | 541                                                |
| 10                       | Janis Minins             | 214                      | 318                      | 532                      | 10                                                 | Janis Minins                                       | 214                                                | 318                                                | 532                                                |
| 11                       | Steven Holcomb           | 175                      | 339                      | 514                      | 11                                                 | Steven Holcomb                                     | 175                                                | 339                                                | 514                                                |
| 12                       | Jewgeni Popow            | 232                      | 259                      | 491                      | 12                                                 | Jewgeni Popow                                      | 232                                                | 259                                                | 491                                                |
| 13                       | Fabrizio Tosini          | 294                      | 178                      | 472                      | 13                                                 | Fabrizio Tosini                                    | 294                                                | 178                                                | 472                                                |
| 14                       | Bruno Mingeon            | 154                      | 301                      | 455                      | 14                                                 | Bruno Mingeon                                      | 154                                                | 301                                                | 455                                                |
| 15                       | Arend Glas               | 188                      | 234                      | 422                      | 15                                                 | Arend Glas                                         | 188                                                | 234                                                | 422                                                |
| 16                       | Simone Bertazzo          | 211                      | 150                      | 361                      | 16                                                 | Simone Bertazzo                                    | 211                                                | 150                                                | 361                                                |
| 17                       | Gatis Guts               | 204                      | 155                      | 359                      | 17                                                 | Gatis Guts                                         | 204                                                | 155                                                | 359                                                |
| 18                       | Michael Kohn             | 145                      | 147                      | 292                      | 18                                                 | Michael Kohn                                       | 145                                                | 147                                                | 292                                                |
| 19                       | Patrice Servelle         | 234                      | 57                       | 291                      | 19                                                 | Patrice Servelle                                   | 234                                                | 57                                                 | 291                                                |
| 20                       | Jayson Krause            | 212                      | 48                       | 260                      | 20                                                 | Jayson Krause                                      | 212                                                | 48                                                 | 260                                                |
| 21                       | Ivo Danilevic            | 121                      | 142                      | 253                      | 21                                                 | Ivo Danilevic                                      | 121                                                | 142                                                | 253                                                |
| 22                       | Ralph Rüegg              | 49                       | 171                      | 220                      | 22                                                 | Ralph Rüegg                                        | 49                                                 | 171                                                | 220                                                |
| 23                       | Lee Johnston             | 104                      | 113                      | 217                      | 23                                                 | Lee Johnston                                       | 104                                                | 113                                                | 217                                                |
| 24                       | Dawid Kupczyk            | 94                       | 72                       | 166                      | 24                                                 | Dawid Kupczyk                                      | 94                                                 | 72                                                 | 166                                                |
| 25                       | Daniel Schmid            | 131                      | 28                       | 159                      | 25                                                 | Daniel Schmid                                      | 131                                                | 28                                                 | 159                                                |
| 26                       | Jürgen Loacker           | 80                       | 68                       | 148                      | 26                                                 | Jürgen Loacker                                     | 80                                                 | 68                                                 | 148                                                |
| 27                       | Leonhard Sanktjohanser   | 65                       | 80                       | 145                      | 27                                                 | Leonhard Sanktjohanser                             | 65                                                 | 80                                                 | 145                                                |
| 28                       | Pavel Puskar             | 62                       | 43                       | 105                      | 28                                                 | Pavel Puskar                                       | 62                                                 | 43                                                 | 105                                                |
| 29                       | Mihai Iliescu            | 22                       | 56                       | 78                       | 29                                                 | Mihai Iliescu                                      | 22                                                 | 56                                                 | 78                                                 |
| 30                       | Serge Depres             | 65                       | −                        | 65                       | 30                                                 | Hiroshi Suzuki                                     | 12                                                 | 49                                                 | 61                                                 |
| 31                       | Hiroshi Suzuki           | 12                       | 49                       | 61                       | 31                                                 | Milan Jagnesak                                     | 1                                                  | 34                                                 | 35                                                 |
| 32                       | Martin Galliker          | −                        | 55                       | 55                       | 32                                                 | Nicolae Istrate                                    | 25                                                 | 5                                                  | 30                                                 |
| 33                       | Edwin van Calker         | 45                       | −                        | 45                       | 33                                                 | Marco Vignola                                      | 6                                                  | 22                                                 | 28                                                 |
| 34                       | Karl Angerer             | 36                       | −                        | 36                       | 34                                                 | Stefan Wassilew                                    | 6                                                  | 12                                                 | 18                                                 |
| 35                       | Milan Jagnesak           | 1                        | 34                       | 35                       | 35                                                 | Ivan Šola                                          | 1                                                  | 12                                                 | 13                                                 |
| 36                       | Nicolae Istrate          | 25                       | 5                        | 30                       |                                                    |                                                    |                                                    |                                                    |                                                    |
| 37                       | Marco Vignola            | 6                        | 22                       | 28                       |                                                    |                                                    |                                                    |                                                    |                                                    |
| 38                       | John Napier              | −                        | 27                       | 27                       |                                                    |                                                    |                                                    |                                                    |                                                    |
| 39                       | Joe McDonald             | 20                       | −                        | 20                       |                                                    |                                                    |                                                    |                                                    |                                                    |
| 40                       | Milos Vesely             | 20                       | −                        | 20                       |                                                    |                                                    |                                                    |                                                    |                                                    |
| 41                       | Stefan Wassilew          | 6                        | 12                       | 18                       |                                                    |                                                    |                                                    |                                                    |                                                    |
| 42                       | Neil Scarisbrick         | –                        | 18                       | 18                       |                                                    |                                                    |                                                    |                                                    |                                                    |
| 43                       | Ivan Šola                | 1                        | 12                       | 13                       |                                                    |                                                    |                                                    |                                                    |                                                    |
| 44                       | Suguru Kiyokawa          | 9                        | −                        | 9                        |                                                    |                                                    |                                                    |                                                    |                                                    |
| 45                       | Robin Calleja            | 8                        | –                        | 8                        |                                                    |                                                    |                                                    |                                                    |                                                    |
| 46                       | Johan Helsmo             | –                        | 4                        | 4                        |                                                    |                                                    |                                                    |                                                    |                                                    |
| 47                       | Winston Watts            | 4                        | −                        | 4                        |                                                    |                                                    |                                                    |                                                    |                                                    |
| 48                       | Rory Hennigan            | 3                        | −                        | 3                        |                                                    |                                                    |                                                    |                                                    |                                                    |
| 49                       | Vuk Rađenović            | 2                        | −                        | 2                        |                                                    |                                                    |                                                    |                                                    |                                                    |
| 50                       | Loris Ottaviani          | –                        | 1                        | 1                        |                                                    |                                                    |                                                    |                                                    |                                                    |